# Pupella Maggio
Giustina Maria "Pupella" Maggio, född 24 april 1910 i Neapel, Kampanien, död 27 juli 1999 i Rom, var en italiensk skådespelerska.

## Utmärkelser
Maggio vann Nastro d'argentos pris för bästa kvinnliga biroll 1969 för Il medico della mutua.

## Roller i urval
- 1947 – Robin Hood från Romagna
- 1960 – Aktiebolaget Kokotter
- 1960 – De två kvinnorna
- 1962 – Neapel - ockuperad stad
- 1966 – Bibeln... i begynnelsen
- 1968 – Il medico della mutua
- 1973 – Amarcord
- 1988 – Cinema Paradiso